# 돔발상어과
돔발상어과 또는 곱상어과(Squalidae)는 돔발상어목에 속하는 상어과의 하나이다. 2개 속에 약 36종을 포함하고 있다. 2개의 등지느러미 앞면에 가시를 갖고 있지만 가시에는 홈이 없다. 뒷지느러미는 없고, 일반적으로 피부 촉감이 거칠다.

## 하위 속
- Cirrhigaleus - 3종
- 돔발상어속 또는 곱상어속 (Squalus) - 곱상어(S. acanthias), 도돔발상어(S. japonicus), 모조리상어(S. megalops), 돔발상어(S. mitsukurii)를 포함한 33종